# Fiume Veneto
Fiume Veneto – miejscowość i gmina we Włoszech, w regionie Friuli-Wenecja Julijska, w prowincji Pordenone.
Według danych na rok 2004 gminę zamieszkiwało 10 111 osób, 288,9 os./km².